# Studzianiec (obwód miński)
Studzianiec (biał. Студзянец; ros. Студенец, Studieniec) – wieś na Białorusi, w obwodzie mińskim, w rejonie łohojskim, w sielsowiecie Krajsk. W 2019 roku liczyła 4 mieszkańców.